# Водарский, Николай Владимирович
Николай Владимирович Водарский (12 апреля 1876 — 28 апреля 1938) — русский военный деятель, полковник. Герой Первой мировой войны.

## Биография
В 1895 году вступил в службу после окончания Московского 1-го кадетского корпуса. В 1896 году после окончания Александровского военного училища по I разряду произведён в подпоручики и выпущен в Звенигородский 142-й пехотный полк.
В 1900 году произведён в поручики, в 1904 году в штабс-капитаны, в 1913 году в капитаны. С 1914 года участник Первой мировой войны — командир роты и батальона в составе Перновского 3-го гренадерского полка. В 1915 году произведён в подполковники, в 1916 году в полковники. 31 мая 1916 года был ранен и контужен в бою. С 1917 года командир 18-го Карского гренадерского полка.

Высочайшим приказом от 11 декабря 1915 года за храбрость награждён орденом Святого Георгия 4-й степени:
За то, что  24-го июня 1915 года в бою у д. Вандалин, будучи начальником боевого участка полка, выдвинутого из резерва для выбития из леса и оврага южнее названной деревни противника, прорвавшего расположение соседней дивизии, лично предводительствуя вверенными ему 10-ю ротами, находясь под сильным действительным огнём превосходящего в силах противника и при сильном его сопротивлении, энергичным наступлением способствовал своему полку не только в выбитии противника из леса и оврага, но и оттеснил его от прежней позиции соседней дивизии в месте прорыва и, таким образом, оказал помощь этой дивизии, находившейся в трудном положении и выручил её от грозившей ей опасности

Высочайшим приказом от 24 декабря 1916 года за храбрость награждён Георгиевским оружием: 
За то, что будучи в чине подполковника, в бою 22-го августа 1915 года уд. Вел. Бобровники, когда соседними частями был утерян участок позиции, вызывавшей неизбежность отступления по всему фронту, он, примером личной храбрости, подвергая свою жизнь несомненной опасности, лично остановил отступавших и, подкрепив их частью своих сил, удержался под неприятельским огнём на старом месте и тем обеспечил общее отхождение
После Октябрьской революции остался в России. Арестован 22 марта 1938 года, 14 апреля 1938 года Тройкой УНКВД СССР по Красноярскому краю  «за контрреволюционную агитацию» приговорён к ВМН — расстрелу, в тот же день расстрелян. Реабилитирован 25 декабря 1989 года.

## Награды
- Орден Святого Станислава 3-й степени  (ВП 1908)
- Орден Святой Анны 3-й степени с мечами и бантом (ВП 06.12.1913; Мечи — ВП 2.12.1915[5])
- Орден Святого Станислава 2-й степени с мечами (ВП 04.11.1914)
- Орден Святой Анны 2-й степени с мечами (ВП 04.11.1914)
- Военный крест (Великобритания) (ВП 2.12.1915[6])
- Орден Святого Владимира 4-й степени с мечами и бантом (ВП 28.05.1915)
- Орден Святого Георгия 4-й степени (ВП 11.12.1915)
- Орден Святой Анны 4-й степени «За храбрость» (ВП 04.04.1916[7])
- Георгиевское оружие (ВП 24.12.1916)
- Орден Святого Владимира 3-й степени с мечами  (ПАФ 23.10.1917[8])